# Vladimír Andrs
Vladimír Andrs (ur. 12 maja 1937 w Pradze, zm. 17 czerwca 2018) – czeski wioślarz reprezentujący Czechosłowację, brązowy medalista olimpijski.

## Kariera
Wystąpił na igrzyskach olimpijskich w Tokio w 1964, gdzie w parze z Pavelem Hofmannem zdobył brązowy medal w dwójkach podwójnych. W wyścigu finałowym o 3,57 sekundy wyprzedziła ich osada ZSRR, a o 1,07 sekundy lepsza była osada USA. Był to jego jedyny start olimpijski.
W tej samej konkurencji zdobył złoty medal na mistrzostwach Europy w Kopenhadze (1963). Ponadto wywalczył srebrny medal w jedynce na mistrzostwach Europy w Pradze (1961).